# Soledad Ruiz Seguín
Ana Soledad Ruiz Seguín (Ceuta, 25 de enero de 1962), conocida como Soledad Ruiz es perito mercantil y experta sociolaboral, experta en políticas europeas de género y experta en malos tratos y la violencia de género española. Desde abril de 2021 es secretaria general de UGT de Málaga. De 2013 a 2021 fue responsable de la Secretaría de Políticas Sociales y Seguridad Social de UGT Andalucía.  
Fue Secretaria Ejecutiva Confederal de UGT del Área de la Mujer hasta 2004, Directora del Instituto Andaluz de la Mujer de 2004 a 2008 y de 2012 a 2013 y directora general de Violencia de Género de 2008 a 2012, siendo la primera en ocupar este cargo de nueva creación en la Junta de Andalucía. 
Con motivo de las primeras negociaciones de la Comisión Europea con los interlocutores sociales en materia de igualdad de género, fue la representante de España (solo podía ir una persona por país). Y diseñó políticas públicas novedosas en materia de lucha contra la violencia de género, inexistentes previamente en España, que cristalizaron en la puesta en funcionamiento en Andalucía de la  notificación en tiempo real de las Órdenes de Protección de las víctimas de violencia de género desde los Juzgados de Violencia a la Atención Social y a las fuerzas y cuerpos de seguridad del Estado, y en la firma del Acuerdo por el que se aprueba el Procedimiento de Coordinación y Cooperación Institucional para la Mejora en la Actuación ante la Violencia de Género en Andalucía, por siete consejerías de la Junta de Andalucía, la Delegación de Gobierno en Andalucía, el CGPJ, el TSJA, la Fiscalía Superior de Andalucía, la FAMP, la CEA, UGT-A y CCOO-A. 

## Trayectoria
Ruiz es perito mercantil, experta sociolaboral y funcionaria del Instituto Nacional de Empleo (INEM - SEPE).  

### Activismo sindical
Inició su trayectoria sindical en la Unión General de Trabajadores (UGT), organización sindical en la que aprendió a “ser feminista y a trabajar en igualdad de género” y tomó consciencia de que “para cambiar la injusticia de este mundo, tenemos que cambiar la historia y la historia la cambian los hombres y las mujeres”. 
Desempeñó diversos cargos de responsabilidad en la UGT tras su afiliación en 1985. En 1994, fue elegida secretaria general de su provincia, siendo una de las dos únicas secretarias generales con las que contaba la organización en todo el Estado. En 1995, fue elegida Responsable del Departamento Confederal de la Mujer. En 2002 se incorporó a la Comisión Ejecutiva Confederal de UGT como Secretaria Ejecutiva Confederal del Área de la Mujer, cargo que ocupó hasta su nombramiento, en 2004, como Directora del Instituto Andaluz de la Mujer.
Destacó su trabajo sindical a favor de los derechos de las mujeres tanto en el ámbito nacional como en el internacional, participando en la negociación del Acuerdo Marco que se materializó en la primera Directiva Comunitaria sobre el Permiso Parental. Fue la  responsable de la negociación entre 2003 y 2004, en el  proceso de Diálogo Social Europeo, para la elaboración de un “Marco de Acción sobre Igualdad de Oportunidades entre mujeres y hombres”, en el ámbito de las relaciones laborales de ámbito europeo y también participó en la elaboración de la Recomendación y el Convenio 183 sobre la Protección a la Maternidad de la Organización Internacional del Trabajo (OIT). Además, entre 1995 y 2004, fue miembro del Comité de Mujeres de la Confederación Europea de Sindicatos y del Comité Femenino de la Confederación Internacional de Organizaciones Sindicales Libres, posteriormente denominada Confederación Sindical Internacional (CSI).

### Directora del Instituto de la Mujer
Fue Directora del Instituto de la Mujer en dos periodos, de 2004 a 2008 y de 2012 a 2013. Durante su gestión al frente del Instituto Andaluz de la Mujer, destacó su participación como responsable de la elaboración y posterior tramitación de dos proyectos de ley en materia de igualdad. El resultado fue la aprobación por el Parlamento de Andalucía de la Ley 12/2007, de 26 de noviembre, Para la Promoción de la Igualdad de Género en Andalucía y la Ley 13/2007, de 26 de noviembre, de Medidas de Prevención y Protección Integral Contra la Violencia de Género. También fue la responsable del Pacto Andaluz por la Igualdad de Género, suscrito por el Gobierno Andaluz y el Consejo Andaluz de Participación de las Mujeres en 2013.
Reformó y actualizó la carta de servicios del Instituto Andaluz de la Mujer, lo que valió a este organismo dos reconocimientos en la I Edición de los Premios a la Calidad y a la Administración Electrónica de la Junta de Andalucía a la "Excelencia en los Servicios Públicos" y a las Mejores Prácticas de Calidad por la "Implantación de un Sistema de Gestión de Calidad". 
Fue directora general de Violencia de Género de Andalucía, entre 2008 y 2012. Ha sido la primera en ocupar este puesto de responsabilidad, cuando el Gobierno Andaluz creó esta Dirección General en 2008 dentro de la estructura de la Administración de la Junta de Andalucía. En su etapa al frente, destacó por su labor de coordinación entre administraciones y agentes sociales para la mejora de los procedimientos en casos de violencia machista, por diseñar y poner en funcionamiento el Punto de Coordinación de las Órdenes de Protección entre los Órganos Judiciales y los Servicios Sociales y de Atención a la Mujer; y también el Procedimiento de Coordinación y Cooperación Institucional para la mejora en la Actuación ante la Violencia de Género y el Observatorio Andaluz de la Violencia de Género.
En materia de violencia de género, aportó novedades importantes en las políticas que diseñó, siendo pioneras en España: la Notificación en tiempo real de las Órdenes de Protección de las víctimas de violencia de género desde los Juzgados de Violencia a la Atención Social (gestionadas por el Instituto Andaluz de la Mujer) y a las fuerzas y cuerpos de seguridad del Estado (gestionadas por la Delegación de gobierno en Andalucía). Esta coordinación se realizó a través del llamado Punto de Coordinación de las Ordenes de Protección y dio lugar a un Acuerdo de una dimensión muy amplia y una naturaleza que no tenía precedentes en España, denominado "Acuerdo por el que se aprueba el Procedimiento de Coordinación y Cooperacion Institucional para la Mejora en la Actuacion ante la Violencia de Género en Andalucia". Este acuerdo histórico fue suscrito por siete consejerías de la Junta de Andalucía (Presidencia e Igualdad siendo la consejera Susana Díaz; Administración Local y Relaciones Institucionales; Justicia e Interior; Educación; Economía, Innovación, Ciencia y Empleo; Fomento y Vivienda; y Salud y Bienestar Social), y por la Delegación de Gobierno en Andalucía, el Consejo General del Poder Judicial, el Tribunal Superior de Justicia de Andalucía, Fiscalía Superior de la Comunidad Autónoma de Andalucía, Federación Andaluza de Municipios y Provincias, Confederación de Empresarios de Andalucía, Unión General de Trabajadores de Andalucía, Comisiones Obreras de Andalucía. 
Tras esta etapa en cargos políticos para desarrollar políticas andaluzas por la igualdad de género y para trabajar en la erradicación de la violencia de género , retornó a ocupar cargos de responsabilidad en UGT-Andalucía. 

### Secretaria general de UGT Málaga
Tras su etapa política, volvió a UGT donde ostenta el cargo de Responsable de la Secretaría de Políticas Sociales y Seguridad Social de UGT Andalucía desde 2013, en el equipo de Carmen Castilla, primera mujer elegida secretaria general de UGT-Andalucía. 
El 21 de abril de 2021 fue elegida nueva secretaria general de UGT Málaga con el 100 % de los votos.

## Reconocimientos
En marzo de 2016, con motivo del Día 8 de marzo, el Ayuntamiento de La Rinconada (Sevilla) reconoció su trayectoria al frente del Instituto Andaluz de la Mujer, de la Dirección General de Violencia de Género y como Secretaria de Igualdad y Políticas Sociales de UGT-A. También ese mismo año UGT-Jaén le rindió un homenaje por su trayectoria como mujer sindicalista y por su labor al frente de la Secretaría de Políticas Sociales y Seguridad Social de UGT Andalucía.
- Mención Especial de los XVI Premios a la Igualdad de La Rinconada. 2016[7]
- Homenaje de UGT- Jaén a Soledad Ruiz por su trayectoria de mujer sindicalista. 2016[13]